# 守護她的51種方法
《守護她的51種方法》（日语：彼女を守る51の方法）是古屋兔丸的漫畫作品。於《週刊コミックバンチ》（新潮社）2006年24號開始連載，於2007年36號連載完畢。並於各卷末附上渡辺実記者的詳細解說防災和危機管理的方法。

## 故事內容
2月23日，於首都圈發生黎克特制8.0大地震（沒有描寫震源地）。在御台場卷入地震的大學生・三島 仁、過往的同級生・岡野奈奈子。
在崩壞的城市，於災害中中互相幫忙的二人會…。

## 人物介紹
三島 仁
主人公。慶凰大學3年級生，21歲。因參加阿爾卑斯電視台的招聘會而身在台場，在公司說明會結束後卷入地震。與偶然重遇的奈奈子一同前住自宅所在地早稻田。在中學時代時喜歡奈奈子，一樣是籃球社的社員。
岡野 奈奈子
女主角。咖啡店的工讀生，21歲。因參加Sarin Helnwein的解散演唱會而身在台場，但因同伴沒有替她購買門票而未能觀賞演唱會，其後卷入地震。
自稱洛魯可的歌德蘿莉。仁的中學同學，籃球社社員，在中學時代時曾遭同學欺負。志願是護士，但因怕血而放棄。
在澀谷與仁、利香、麻鈴遇上集團「KARAS」，在危難時得到自警團幫忙逃離現場，但與仁失散。3人在已成為女人要塞的009大樓中避災。
和夫
SariHel的吉他手，藝名「Chaos」。
在災後為其他災民唱歌鼓勵眾人。與女友陽子同居十年，原定於樂隊解散後結婚，陽子本身並不喜歡SariHel的音樂，但因是解散演唱會而參加，但卻因此而在台場遇上地震身亡。
一直抱著因地震死去的陽子的遺體逃離台場，但在餘震時，陽子的遺體從彩虹大橋跌到橋外，和夫因追隨陽子而一同墮橋。
澤田 利香
在仁、奈奈子逃出彩虹大橋後遇見的少女，典型辣妹，19歲。原乘搭回橫濱的電車，但電車於品川中脫軌。自認可愛，有時利用這點來占別人便宜（如在某大樓的救援中利用一男性，裝作是其親戚，取得三人份量的緊急食物。）。
Freedom
在六本木所遇見的黑人。因是外國人不被避難所收容，而與其他外國人一同在MAX COFFEE中避災。
麻鈴
在澀谷遇見的幼小女童。一人在街上遊盪的迷路小孩，母親因大樓倒塌而壓在其中，失血過多身亡。因奈奈子的衣服有著天使的翅膀而接近奈奈子。
飯森 福郎
21世紀方舟學會的信徒。在仁與眾人失散並心靈最不安的時候出現將其招攬入教。
戀人名小波好子，同樣是學會的信徒。
鹿野 久美子
臨盆的孕婦。與其他女性一同與009大樓籠城。在暴動的男性們襲擊009時開始陣痛，在眾人的幫忙下安全生產。
稻本康夫
參與澀谷暴動的男性。在久美子生產時無意找到久美子等4人的所在地，但因害怕而敗給女生的氣魄，其給予眾人幫助，協助久美子生產。

## 舞台
作中的舞台為現實的東京。此記載的以故事的登場順序排列。
御台場
仁和岡野重遇，遭遇地震，故事開始的地方。放送局「阿爾卑斯電視台」（原型是富士電視台）就是在此。
因發生土壤液化而發生建築物倒塌，受困等問題。
另外御台場摩天輪也發生傾斜問題。
彩虹大橋
仁和眾多的歸家者為返回家園而徒步穿越彩虹橋。
在故事中，橋上發生特殊搖晃時，描寫了恐慌、從眾效應等現象。
品川周邊地區及東京鐵塔
渡過橋後，二人與澤田利香相遇的地方。
描寫了關於服裝、持有品的事，以及火龍捲現象。
大使館周邊地區
描寫了大使館人員動員眾多警察為大使館守衛，但卻沒為國家救災和維持和平。
六本木
描了了受災者的避難情況、外國人、集體組織的複雜情況。
動物逃脫、PTSD・非法占據、搶劫、強暴、排斥外國人等問題。
災害據點醫院
醫院受到暴民的抗議，因大量傷者的而發生收容達到極限的情況。
故事中介紹了分診與災害時的醫院情況。
澀谷
仁等人離開醫院後，保護迷路兒童。。
故事中出現了自稱KARASU的不良集團和抑止暴行的自警團、以及宣揚世界未日的惡徳宗教團體的問題（其中也有介紹實行救濟行動的宗教團體）。
這時仁倒下後受宗教團體救助、岡野和利香逃離不良集團後在009中避難。
21世紀方舟學會
保護倒下的仁的地方。然而，實際上是向軟弱的人洗腦，增加信徒的邪教。
這兒通過仁的體驗，介紹了此類宗教的行為。
009(原型：109百貨)
逃離KARASU的暴行，奈奈子等三人所到達的女性籠城場所。
内部依然保持秩序，與其他澀谷全體過著疑神疑鬼的避難生活，以及因道德淪亡所產生混亂作出強大對比。
然而，針對警察離開的災民，開始發生大暴動，其中部份針對009的暴動殺到大樓前。

## 用語
Sarin Helnwein
通稱SariHel，視覺系搖滾樂隊。故事開始的那一日，於御台場舉行解散演唱會的「聖‧反烏托邦」。
在中學時代的受到欺凌的奈奈子，就是因為他們的音樂而得到救贖。
澀谷青年團
在澀谷進行定期巡邏的自警團組織。團長是以野山甚平田為中心，成員主要是老人的組織。
KARASU
以澀谷為根據地的不良集團。
21世紀方舟學會
宣揚末日思想的宗教團體。

## 單行本
| 卷數 | 講談社 發行日期（ISBN）             | 東立 發行日期（ISBN）               |
| ---- | ----------------------------------- | ----------------------------------- |
| 1    | 2006年9月9日（ISBN 9784107712899）  | 2008年1月21日（ISBN 9789861004167） |
| 2    | 2006年12月9日（ISBN 9784107713056） | 2008年1月21日（ISBN 9789861004174） |
| 3    | 2007年3月9日（ISBN 9784107713216）  | 2008年3月18日（ISBN 9789861004181） |
| 4    | 2007年6月8日（ISBN 9784107713384）  | 2008年3月31日（ISBN 9789861004198） |
| 5    | 2007年9月8日（ISBN 9784107713544）  | 2008年7月17日（ISBN 9789861007014） |